# Maquiné
Maquiné ist eine Stadt im Bundesstaat Rio Grande do Sul im Süden Brasiliens. Sie liegt etwa 135 km nordöstlich von Porto Alegre. Benachbart sind die Orte São Francisco de Paula, Riozinho, Osório, Terra de Areia, Xangri-lá, Capão da Canoa und Caraá. Ursprünglich war Maquiné Teil des Munizips Osório.